# Ліхтарна акула рогата
Ліхтарна акула рогата (Etmopterus sentosus) — акула з роду Ліхтарна акула родини Ліхтарні акули.

## Опис
Загальна довжина сягає 27 см. Голова довга. Морда коротка. Очі великі, овальні. За ними розташовані малі бризкальця. На верхній щелепі зуби мають декілька гострих верхівок, з яких найбільша центральна. Зуби нижньої щелепи утворюють суцільний рядок, гострі верхівки являють ріжучу крайку. У неї 5 пар коротких зябрових щілин. Тулуб тонкий, стрункий. На боках є 2-3 поздовжні рядка збільшеної луски. На інших ділянках шкіри присутні дрібні зубчики, розташовані неправильними рядками. Має 2 спинних плавця з шипами. Задній плавець більше за передній. Відстань від морди до першого спинного плавця дорівнює відстані між спинними плавцями. Анальний плавець відсутній. Відстань від хвостового плавця до основи черевних плавців майже дорівнює довжині голови і відстані між грудними та черевними плавцями. Хвіст помірно довгий.
Забарвлення спини та боків сіро-чорна. Під головою та на череві присутні характерні чорні області. В області хвоста та на хвостовому плавці є чорні поздовжні смуги.

## Спосіб життя
Тримається на глибині від 200 до 500 м. Здійснює добові міграції. Полює на здобич біля дна, у поверхні та середніх шарах води. Живиться дрібною костистою рибою, кальмарами та креветками.
Статева зрілість настає при розмірах 22-27 см. Це яйцеживородна акула. Народжені акуленята мають 5-6 см завдовжки.

## Розповсюдження
Мешкає в акваторії від провінції Квазулу-Наталь (ПАР) до Кенії.